# Léguillac-de-Cercles
Léguillac-de-Cercles (okzitanisch Lagulhac de Cercle) ist eine Ortschaft und eine Commune déléguée in der französischen Gemeinde Mareuil en Périgord mit 261 Einwohnern (Stand: 1. Januar 2022) im Département Dordogne in der Region Nouvelle-Aquitaine. Sie gehört zum Kanton Brantôme en Périgord im Arrondissement Nontron. Zuständiger Gemeindeverband ist die Communauté de communes Dronne et Belle. Das Gebiet der Commune déléguée bildet ferner einen integralen Bestandteil des Regionalen Naturparks Périgord-Limousin. Die Einwohner werden als Léguillacois bzw. Léguillacoises bezeichnet.

## Etymologie
Der Ortsname Léguillac, okzitanisch Lagulhac, geht möglicherweise auf den gallorömischen Eigennamen Aquilius zurück. Cercles bzw. Cercle ist eine südwestliche Nachbargemeinde. Eine andere Hypothese sieht Léguillac bzw. Lagulhac als eine Zusammenziehung des okzitanischen agulha (franz. aiguille) mit der Bedeutung Nadel an.

## Geographie

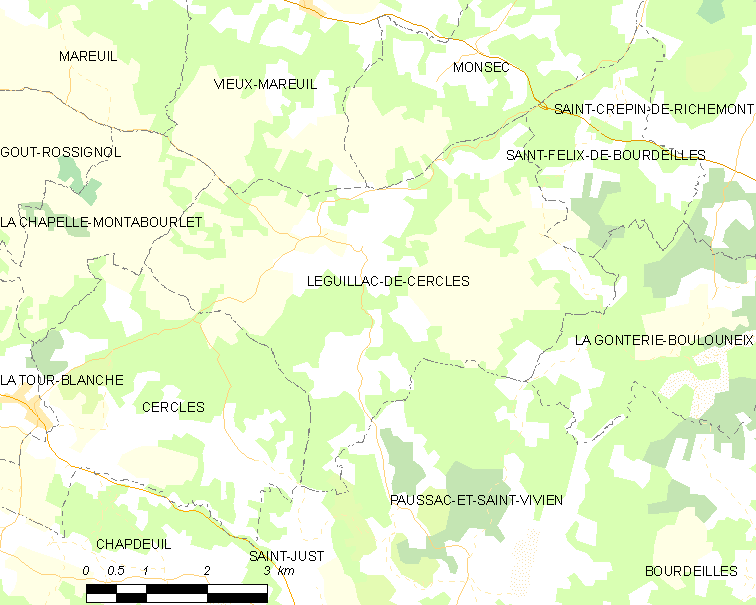
Lagekarte von Léguillac-de-Cercles

Léguillac-de-Cercles liegt zehn Kilometer westnordwestlich von Brantôme und acht Kilometer südwestlich von Mareuil (Luftlinie). Die Gemeinde Léguillac-de-Cercles wird von folgenden Nachbargemeinden umgeben:
| Vieux-Mareuil (Commune déléguée innerhalb von Mareuil en Périgord) | Monsec (Commune déléguée innerhalb von Mareuil en Périgord) | Saint-Félix-de-Bourdeilles                                                   |
| La Chapelle-Montabourlet                                           | Kompassrose, die auf Nachbargemeinden zeigt                 | La Gonterie-Boulouneix (Commune déléguée innerhalb von Brantôme en Périgord) |
| Cercles                                                            | Saint-Just                                                  | Paussac-et-Saint-Vivien                                                      |

Léguillac-de-Cercles war die südlichste Gemeinde im Regionalen Naturpark Périgord-Limousin.
Die Commune déléguée besteht neben dem Ortskern aus folgenden Geländepunkten, Weilern, Gehöften und Mühlen:
Baroden, Chez Denis, Chez Jaille, Chez l'Abbé, Chez Denis, Chez Parot, Chez Pichote, Chez Pouyade, Combe-Jolive, Forêt de Saint-James, Fort Chaussin, Franchères, Jovelle, La Bidalie, La Cavaille, La Chambaudie, La Conturie, La Croze, La Forêt, La Gauterie, Laubanélie, Le Banchereau, Le Barbaris, Le Bost, Le Breuil, Le Brouillac, Le Grand Bois, Le Grand Moulin, Le Grand Mur, Le Moulin, Le Moulin de Banchereau, Le Paillassou, Le Palatis, Le Petit Clos, Les Combeaux, Les Genièvres, Les Grandes Terres, Les Majelets, Les Piles, Les Potences, Les Quatre routes,  Les Réteries, Les Sudries, Les Tremblades, Loubazac, Maison-Neuve, Maison Neuve de Puyremale, Montaubert, Puygombert, Puyrebuli, Puyremale, Richeni, Rochefolet, Saint-James und Servat.
Der topographisch tiefstgelegene Punkt mit 115 Metern über dem Meer liegt im Süden bei Loubazac an der Sandonie, die hier das Gebiet der Commune déléguée verlässt. Höchstgelegene Punkte mit 211 Meter befanden sich beim Weiler Puyremale im Westen und bei La Gauterie im Nordosten. Die maximale Höhendifferenz beträgt somit 96 Meter, mit einer durchschnittlichen Meerhöhe von 163 Meter. Das Rathaus nimmt eine Höhe von 190 Meter ein.

### Verkehrsanbindung
Der Ortskern von Léguillac-de-Cercles liegt an der in Südrichtung verlaufenden D 93 von Vieux-Mareuil nach Paussac. Die D 93 wird etwas nördlich des Ortskerns von der D 84 von Nontron nach Verteillac gekreuzt. Die D 100 E verbindet den Ortskern in nordwestlicher Richtung mit Gout-Rossignol. Zwei Kommunalstraßen verlassen den Ortskern nach Saint-Félix-de-Bourdeilles und nach La-Gonterie-Boulouneix.

### Fernwanderweg
Der Fernwanderweg GR 36 von Brantôme nach La Rochebeaucourt-et-Argentine durchquert die frühere Gemeinde Léguillac-de-Cercles von Südost nach Nordwest.

## Hydrographie
Das Gebiet der Commune déléguée wird in etwa mittig von der Sandonie, einem linken Nebenfluss der Euche, nach Süden zur Dronne hin entwässert. Die Sandonie entspringt im Nordwesten bei Chez l'Abbé auf 170 Meter Höhe über dem Meer. Der Jallieu, ein rechter Seitenarm des Boulous, entspringt nördlich von Laubanélie und fließt dann nach Osten ab. Die Ostgrenze bei Puygombert und Les Sudries wird von dem nach Süden ziehenden Boulou markiert. Ein kleines linksseitiges Trockental der Sandonie südlich von La Conturie bildete Teil der Südgrenze zur Gemeinde Paussac-et-Saint-Vivien.
Die Sandonie und der Boulou gehören zum Flusssystem Isle-Dronne.

## Geologie

Geologische Karte von Mareuil en Périgord. Léguillac-de-Cercles bildet die Ausstülpung unten rechts.

Die Commune déléguée Léguillac-de-Cercles liegt vollständig auf flachliegenden Sedimenten des nördlichen Aquitanischen Beckens. Der Schichtverband gehört zur Gout-Rossignol-Léguillac-Synklinale, dem zweiten Synklinalzug des Beckenrandes.
Älteste aufgeschlossene Formation ist die Angoulême-Formation –  Unteres Angoumien – bestehend aus resistenten Rudistenkalken (Formation c3b). Darüber folgt das Obere Angoumien (Formation c3c), ebenfalls reich an Rudisten. Diese beiden Formationen säumen beidseitig das untere Sandonietal, wobei die Angoulême-Formation meist Steilwände bildet. Auf das Obere Angoumien legt sich das Coniacium – sehr harte Fossilkalke, sandige Kalke und Austernkalke (Formation c4). Es steht beispielsweise im Ortskern, im Westen bei Servat, im Osten bei Puygombert und im Norden bei Les Réteries an. Der größte Teil des Gemeindegebietes wird jedoch von Schichten des Santoniums unterlagert – graue, plattige, glaukonithaltige Kalke des Untersantons (Formation c5a), Austernschill-führende Kalkmergel des Mittelsantons und siltige, glaukonithaltige Kalke sowie Sande und Sandsteine des Obersantons (Formation c5b-c). Als oberstes aufgeschlossenes Schichtglied der Oberkreide nimmt das Santon Höhenlagen ein wie bei La Croze, bei Saint James und um Puyremale.
Die Höhenlagen im Nordosten hingegen werden von pleistozänem Kolluvium verdeckt, zum Großteil Flussschotter (Formation ACF). Darüber liegen alluviale Sedimente eines einstigen, nach Südwesten orientierten Flusssystems aus dem Eozän oder dem Unteren Oligozän (bei Les Potences und nordöstlich von La Gauterie – Formation H-F). Die mitgeführten Gerölle bestehen vorwiegend aus polierten Quarzkieseln, die aus dem bei Nontron im Nordosten anstehenden Grundgebirge herantransportiert wurden. Die Geröllfracht kann auch seltene Exoten wie z. B. Amphibolitkiesel enthalten, welche auf einen sehr weiten Transportweg aus dem Massif Central heraus schließen lassen. Im Tal der Sandonie liegt würmzeitlicher Hangschutt aus Kalkbruchstücken (Formation GP).
Die Angoulême-Formation wurde einst im Sandonietal in mehreren Steinbrüchen als geschätzter Baustein abgebaut; heute ist nur noch ein Steinbruch im Betrieb (bei Rochefolet).

## Ökologie

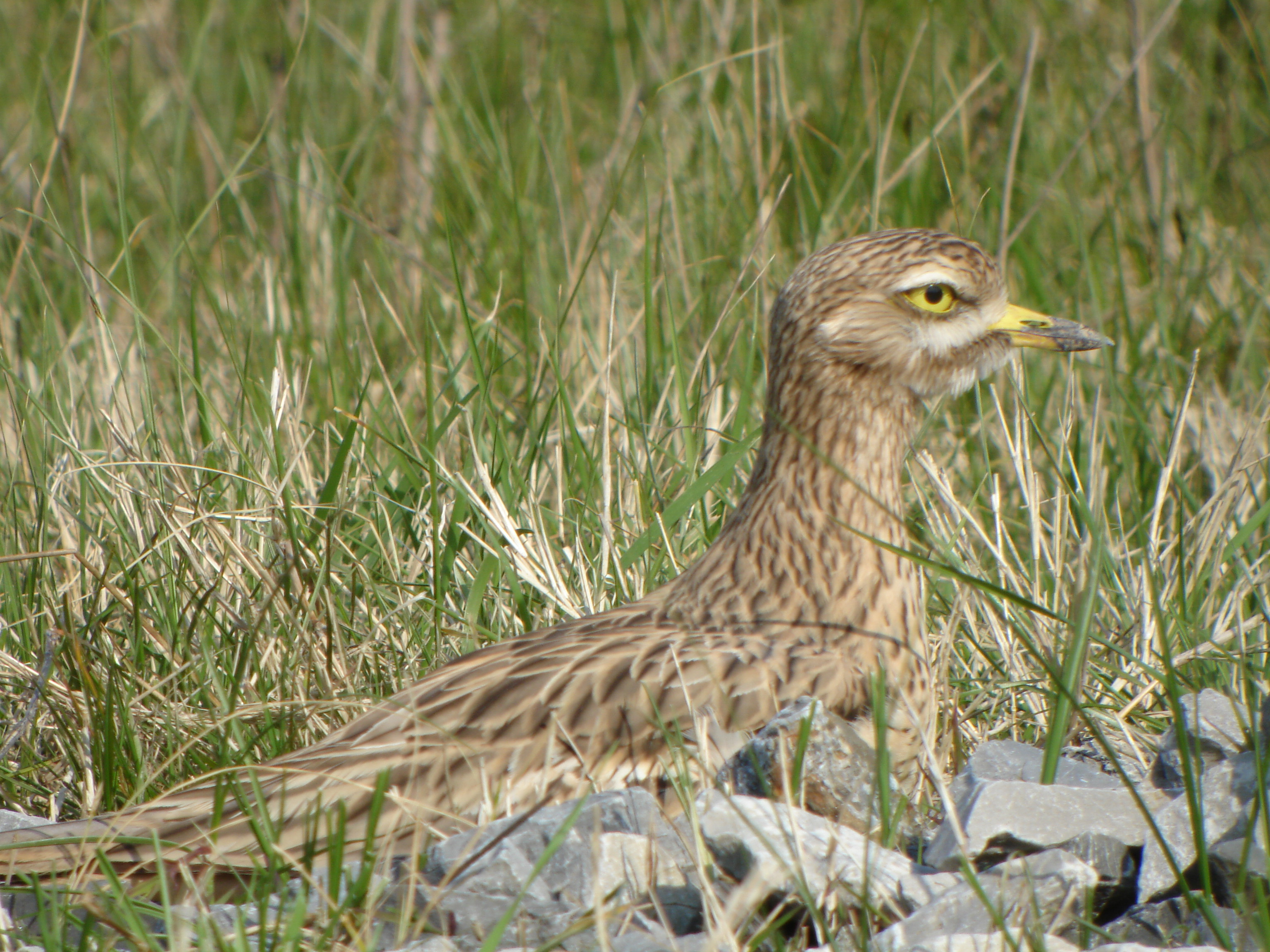
Triel (Burhinus oedicnemus)

### Naturpark
Das Gemeindegebiet der Commune déléguée Léguillac-de-Cercles bildet seit 1998 einen integralen Bestandteil des Regionalen Naturparks Périgord-Limousin.

### Schutzgebiete
In Léguillac-de-Cercles finden sich dreierlei Arten von Schutzgebieten:

#### Schutzgebiet des Typus 1
Ö

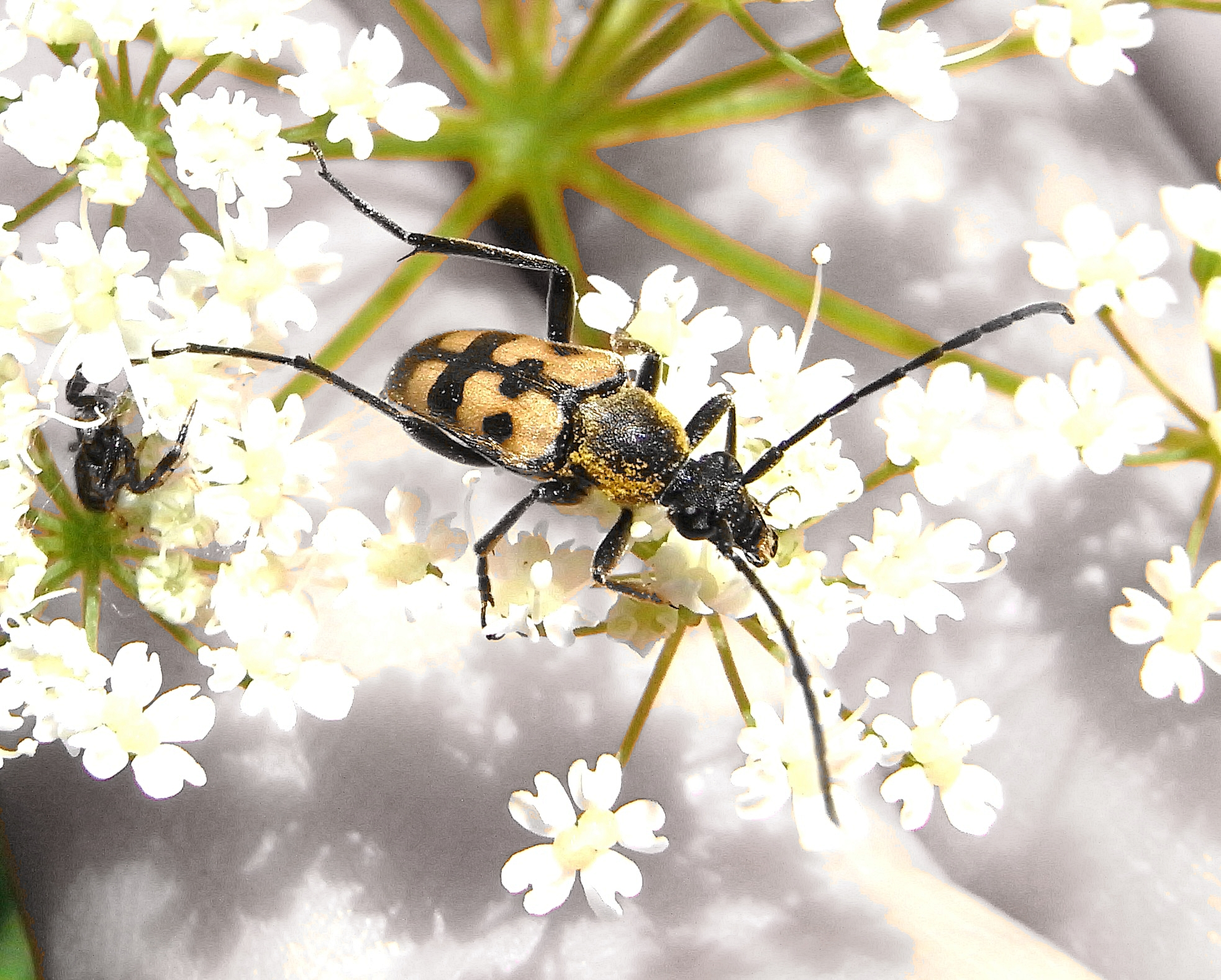
Fleckenbindiger Halsbock (Pachytodes erraticus)

Im Süden bildet das Tal der Sandonie ein Schutzgebiet des Typus 1 (Französisch ZNIEFF – zone naturelle d’interêt écologique, faunistique et floristique). Dieses Gebiet reicht weiter in das Territorium der Gemeinden Paussac-et-Saint-Vivien und Saint-Just hinein.
Besonderen Schutz erfahren hier die beiden Vogelarten Triel (Burhinus oedicnemus) und Steinsperling (Petronia petronia) sowie das Säugetier Kleinfleck-Ginsterkatze (Genetta genetta).
Östlich von Puygombert befindet sich entlang der Talung des Boulous ein weiteres Schutzgebiet des Typus 1. In diesem nur 1 Quadratkilometer großen Gebiet werden unter dem Titel Réseau hydrographique et coteaux du Boulou aval (Entwässerungsnetz und Hanglagen am talabwärtigen Boulou) 31 ausschlaggebende Arten geschützt, darunter:
- die 10 Insektenarten Helm-Azurjungfer (Coenagrion mercuriale), Südlicher Kurzgeschwänzter Bläuling (Cupido alcetas), Quendel-Ameisenbläuling (Phengaris arion), Zweigestreifte Quelljungfer (Cordulegaster boltonii), Großer Feuerfalter (Lycaena dispar), Skabiosen-Scheckenfalter (Euphydryas aurinia), Gemeine Keiljungfer (Gomphus vulgatissimus), Fleckenbindiger Halsbock (Pachytodes erraticus), Große Zangenlibelle (Onychogomphus uncatus) und Kleiner Schillerfalter (Apatura ilia)
- 7 Säugetierarten (davon 4 Fledermausarten), hierunter Kleinfleck-Ginsterkatze (Genetta genetta), Fischotter (Lutra lutra) und Europäischer Nerz (Mustela lutreola) sowie die Fledermäuse Große Hufeisennase (Rhinolophus ferrumequinum), Großer Abendsegler (Nyctalus noctula), Kleine Hufeisennase (Rhinolophus hipposideros) und Bechsteinfledermaus (Myotis bechsteinii)
- die 7 Vogelarten Wasseramsel (Cinclus cinclus), Wanderfalke (Falco peregrinus), Waldohreule (Asio otus), Steinsperling (Petronia petronia), Mittelspecht (Leiopicus medius), Schwarzspecht (Dryocopus martius) und Hohltaube (Columba oenas)
- die 6 Amphibien Gemeine Geburtshelferkröte  (Alytes obstetricans), Grasfrosch (Rana temporaria), Westlicher Schlammtaucher (Pelodytes punctatus), Europäischer Laubfrosch (Hyla arborea), Gelbbauchunke (Bombina variegata) und Marmormolch (Triturus marmoratus). Diese Taxa finden sich auch im Schutzgebiet Réseau hydrographique et coteaux du Boulou amont.
- die Schildkrötenart Europäische Sumpfschildkröte (Emys orbicularis).

Charakteristisch sind außerdem die beiden seltenen Pflanzenarten Herbstzeitlose (Colchicum autumnale) und Schachblume (Fritillaria meleagris).
Daneben werden aber noch weitere zahlreiche Tier- und Pflanzenarten rezensiert, darunter 5 Amphibien, 5 Reptilien, 69 Vogelarten, 307 Insektenarten und 40 Pflanzenarten.

#### Schutzgebiet des Typus 2
Letzteres Schutzgebiet des Typus 1, wie auch das Schutzgebiet des Typus 1 Réseau hydrographique et coteaux du Boulou amont (Entwässerungsnetz und Hanglagen am talaufwärtigen Boulou), bilden Teil eines wesentlich weitläufigeren Schutzgebiets des Typus 2. Dieses Schutzgebiet des Typus 2 umfasst unter dem Titel Vallée et coteaux du Boulou fast den gesamten Flusslauf des Boulous – von seiner Quelle bis 200 Meter vor seine Mündung in die Dronne. Wegen seiner außerordentlichen Vielfalt an insbesondere Schmetterlingen und Libellen, die in allen drei Schutzgebieten angetroffen werden, stellt das Bouloutal einen Naturraum von großem nationalen Interesse dar.

#### Natura 2000
Im Inneren des ersten Schutzgebietes des Typus 1 fällt ein Teilabschnitt unter Natura 2000. Unter dem Titel Le vallon de la Sandonie werden gemäß der Richtlinie 92/43/EWG 6 Fledermausarten unter Anhang-II geschützt, welche hier in den Kalkhöhlen überwintern und sich vermehren.

## Geschichte

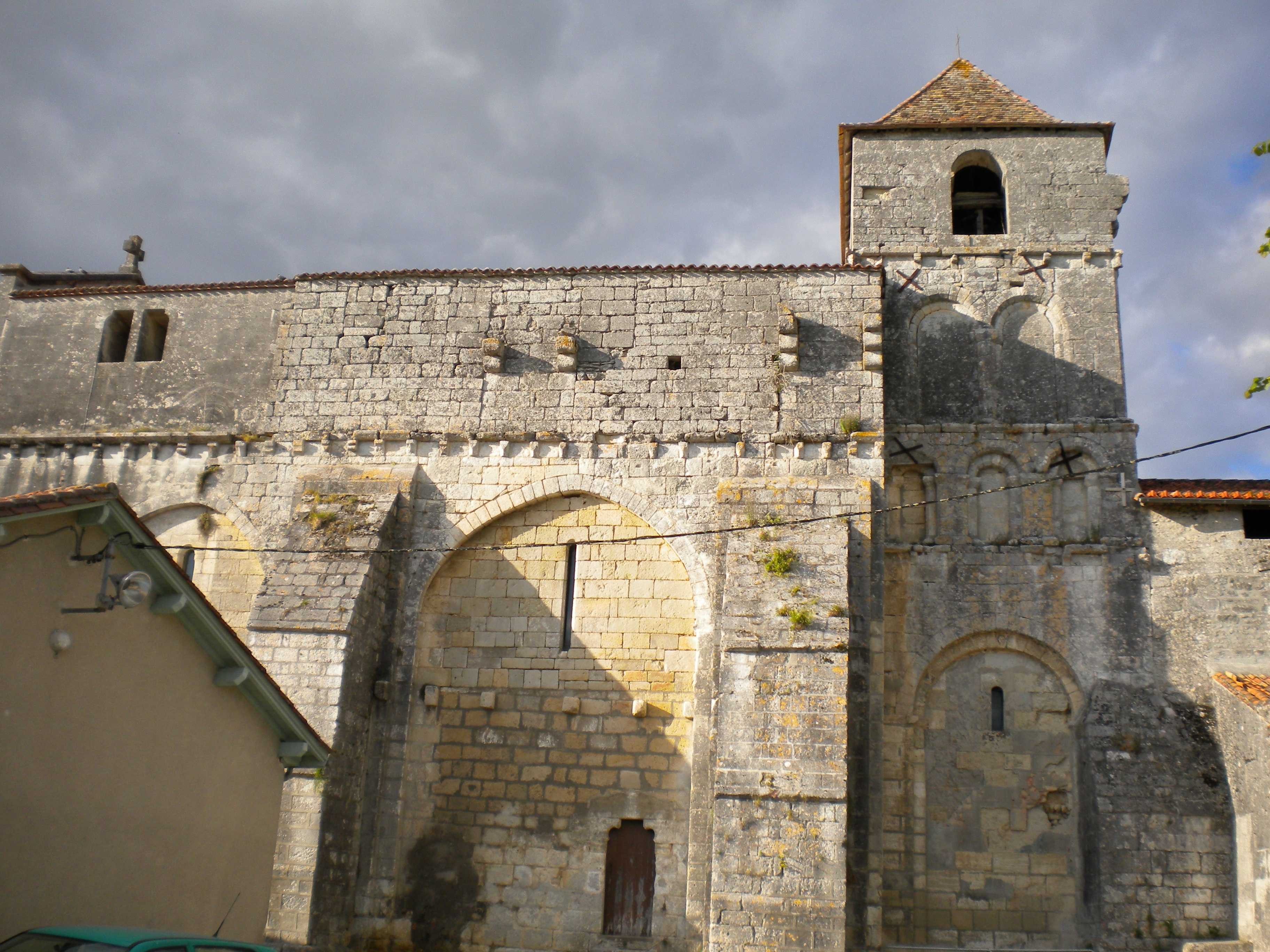
Die romanische Wehrkirche Saint Maurice von Léguillac-de-Cercles

Ältestes erhaltenes Bauwerk ist die aus dem 12. Jahrhundert stammende romanische Wehrkirche  Saint Maurice im Ortskern.
Die Gemeinde Léguillac-de-Cercles wurde mit Wirkung vom 1. Januar 2017 mit den Gemeinden Champeaux-et-la-Chapelle-Pommier, Les Graulges, Beaussac, Mareuil, Monsec, Puyrenier, Saint-Sulpice-de-Mareuil und Vieux-Mareuil zur Commune nouvelle Mareuil en Périgord zusammengeschlossen und verfügt seither dort über den Status einer Commune déléguée. Sie gehörte zum Kanton Brantôme.

## Bevölkerungsentwicklung
| Jahr | Einwohner |  |
| 1962 | 431       |  |
| 1968 | 396       |  |
| 1975 | 356       |  |
| 1982 | 319       |  |
| 1990 | 286       |  |
| 1999 | 274       |  |
| 2006 | 291       |  |
| 2008 | 290       |  |
| 2011 | 306       |  |
| 2016 | 292       |  |
| 2019 | 279       |  |

Quelle: INSEE
Die Bevölkerungszahlen in der Gemeinde Léguillac-de-Cercles waren bis 1999 rückläufig, scheinen sich aber danach wieder etwas erholt zu haben. Sie sind aber seit 2011 wieder erneut am Zurückgehen.

## Bürgermeister
Bürgermeister in Léguillac-de-Cercles war von 1995 bis Dezember 2016 der parteilose Maurer Jean-Robert Ravon. Seit Januar 2017 ist er delegierter Bürgermeister und wurde im Mai 2020 wiedergewählt.

## Sehenswürdigkeiten
- romanische Kirche Saint Maurice